# Скандале
Скандале (итал. Scandale) је насеље у Италији у округу Кротоне, региону Калабрија.
Према процени из 2011. у насељу је живело 2866 становника. Насеље се налази на надморској висини од 372 м.

## Становништво
Према резултатима пописа становништва 2011. у општини је живело 3.326 становника.
| 1931. | 1936. | 1951. | 1961. | 1971. | 1981. | 1991. | 2001. | 2011. |
| ----- | ----- | ----- | ----- | ----- | ----- | ----- | ----- | ----- |
| 2.067 | 2.171 | 3.087 | 3.733 | 3.925 | 3.902 | 3.558 | 3.177 | 3.326 |

## Партнерски градови
- Санкт Георген им Шварцвалд